# Belle da Costa Greene
Belle da Costa Greene (n. 13 decembrie 1883, Alexandria, Virginia, SUA – d. 10 mai 1950, New York City, New York, SUA) a fost prima femeie de culoare bibliotecară la Pierpont Morgan. Ea a organizat și dezvoltat biblioteca personală a lui J.P. Morgan, iar după moartea lui Morgan în 1913, a continuat să lucreze ca bibliotecară pentru fiul acestuia, J.P. Morgan Jr. În 1924 a fost numită director al Bibliotecii Pierpont Morgan.

## Familie
Belle da Costa Greene s-a născut în Washington, D.C. ca Belle Marion Greener. Deși data nașterii ei este uneori menționată ca fiind 13 decembrie 1883, biograful ei, Heidi Ardizzone, menționează data nașterii ca fiind 26 noiembrie 1879. Mama ei a fost Genevieve Ida Fleet, profesoară de muzică și membră a unei cunoscute familii afro-americane din Washington, D.C. Tatăl ei, Richard Theodore Greener, a fost primul student de culoare și primul absolvent de culoare al Universității Harvard (promoția 1870). Acesta a urmat cariera de avocat, profesor și activist pentru drepturile persoanelor de culoare și a fost numit decan al Școlii de Drept a Universității Howard. După ce Belle s-a angajat la Morgan, nu a mai păstrat legătura cu tatăl ei.
După divorțul părinților ei, Belle s-a dat drept albă, la fel cum au făcut mama și frații ei, întrucât aveau pielea deschisă la culoare. În plus, ei și-au schimbat numele în Greene pentru a se distanța de tatăl lor. Mama lui Belle și-a schimbat numele de fată în Van Vliet, pentru a evidenția ascendența ei olandeză. Belle și-a schimbat numele din Marion în da Costa și a pretins astfel o origine portugheză pentru a justifica tenul mai închis la culoare.

## Educație
Belle da Costa Greene a început să lucreze în birourile administrative de la Teacher College în cadrul Universității Columbia la mijlocul anilor 1890, unde a fost prezentată lui Grace Hoadley Dodge, filantroapă, prima femeie aleasă membru în Departamentul Educației din New York. Aceasta, impresionată de munca și abilitățile sociale ale lui Greene, a procurat și finanțat un loc pentru ea la Northfield Mount Hermon School, un seminar pentru domișoare. Belle a urmat seminarul timp de trei ani, din 1896 până în 1899. În 1900, Greene a urmat Școala de Vară la Amherst College, un curs de șase săptămâni în domeniul biblioteconomiei, disciplină pe atunci în curs de dezvoltare, inclusiv noțiuni de catalogare, indexare și scriere de mână.

## Carieră

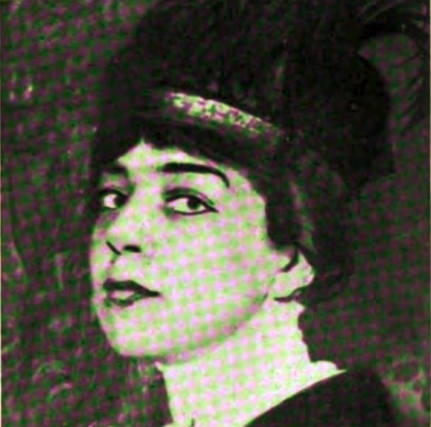
Belle da Costa Greene, 1921

Greene a început să lucreze la Biblioteca Universității Princeton în 1902. În această perioadă a acumulat cunoștințe de catalogare, întocmire de bibliografii, precum și bibliofilie. Aici l-a cunoscut pe Junius Spencer Morgan al II-lea, cel care avea să o prezinte mai târziu unchiului său finanțator J.P. Morgan. Greene a început să lucreze ca bibliotecară personală al lui J.P. Morgan în 1905.
În calitate de bibliotecară, a fost însărcinată cu organizarea, catalogarea și conservarea colecției lui Morgan. În acest demers, ea a fost ajutată de Ada Thurston, un bibliograf cu experiență, care i-a devenit asistentă personală. În 1908, Greene a început să-l reprezinte pe Morgan în străinătate. Greene era expertă în manuscrise rare, la care s-a adăugat priceperea de a negocia prețul, astfel că Morgan i-a încredințat sume considerabile pentru cumpărarea și vânzarea de manuscrise rare, cărți și opere de artă. Dorința ei a fost să transforme biblioteca lui Morgan într-un lăcaș de cultură, format din incunabule, manuscrise și cărți rare. A devenit cunoscută pentru inteligența și puterea ei de persuasiune, una dintre cele mai celebre achiziții fiind șaptesprezece cărți aparținând lui William Caxton, în numele bibliotecii Morgan. Scopul ei a fost de a face cărțile rare accesibile publicului, în loc să rămână închise în colecții private. În acest sens, în 1924, când Biblioteca Morgan a devenit instituție publică, iar ea numită director, a organizat o serie de expoziții care au atras un public numeros.
După moartea lui Morgan în 1913, Greene a continuat să lucreze pentru fiul acestuia, J.P. Morgan Jr. și soția lui, Jane Norton Grew Morgan. Morgan îi lăsase în testament o sumă de 50.000.de dolari, suficient capital pentru a-i asigura un trai decent, însă ea a continuat să-și suplimenteze moștenirea cu salariul de 10.000 de dolari pe an pe care îl câștiga la bibliotecă, ajungând la un venit considerabil pentru o femeie în acea perioadă. În timpul petrecut ca director al bibliotecii, ea a reușit să identifice lucrări realizate de Falsificatorul spaniol (în franceză Le Faussaire espagnol). În 1948 s-a retras din funcție.
Belle da Costa Greene a decedat de cancer în 1950. La moartea ei, The New York Times a numit-o într-un articol „unul dintre cei mai cunoscuți bibliotecari din țară”.

## Influențe
Cartea din 2021 Secretul bibliotecarei (în engleză The Personal Librarian), de Marie Benedict și Victoria Christopher Murray, este o ficțiune istorică a vieții personale și profesionale a lui Belle da Costa Greene. Un alt roman bazat pe viața ei este Belle Greene, de Alexandra Lapierre.